# Davorin Rudolf
Davorin Rudolf (Omiš, 13. veljače 1934.) je hrvatski znanstvenik i političar, redoviti član Hrvatske akademije znanosti i umjetnosti, Svjetske akademije umjetnosti i znanosti (World Academy of Art and Science), sveučilišni profesor međunarodnoga javnog prava u miru i doktor pravnih znanosti.

## Životopis
Davorin Rudolf rodio se u Omišu 1934. godine. Po ocu je podrijetlom Slovenac, a po majci koja je rodom iz Vrboske na Hvaru, Hrvat. Srednjoškolsko obrazovanje stekao je u Splitu, a pravne znanosti diplomirao je na Pravnome fakultetu u Sarajevu. Zvanje doktora znanosti stekao je na Sveučilištu u Zagrebu. Međunarodno i komparativno pravo specijalizirao je na američkim sveučilištima Princeton i New York.

## Znanstveni rad
Djelovao je na Pravnom fakultetu u Splitu od osnutka toga Fakulteta (1960. – 1961.) do 1990. godine, bio je dekan i prodekan, šef Katedre za međunarodno pravo, jedan je od osnivača i svojedobno ravnatelj Poslijediplomskog studija prava mora, prvog poslijediplomskog znanstvenog studija pomorskog prava i međunarodnog prava mora u bivšoj Jugoslaviji.
Objavio je znanstvene i stručne radove iz područja međunarodnog prava i međunarodnih odnosa, među kojima prvi cjeloviti sustav na hrvatskome jeziku Međunarodno pravo mora (1985.) u izdanju Hrvatske akademije znanosti i umjetnosti, u nas prvi Enciklopedijski rječnik međunarodnog prava mora (1989.; 2. izmijenjeno i dopunjeno izd. 2012.) na hrvatskome, engleskom, francuskom, ruskom i talijanskom, Terminologiju međunarodnog prava mora (1980.), knjigu Paksaktivnost i neutralnost (1978.) u kojoj je potanko analizirao neutralnost u vrijeme rata i status trajne neutralnosti Austrije i Švicarske, knjigu "Morski gospodarski pojas u međunarodnom pravu" (1988.). Bio je urednik i suautor knjige Epikontinentalni pojas (1978.), redaktor i jedan od prevodilaca opsežnog teksta Konvencije UN o pravu mora (1982.). Izlagao je o problemima međunarodnog prava i međunarodnih odnosa na međunarodnim skupovima u Manili, New Delhiju, Uppsali, New Yorku, Napulju, Trstu, Rimu, Helsinkiju i Stockholmu, predavao u Interuniverzitetskom centru za strane studente u Dubrovniku, poslijediplomskim studijima međunarodnog prava i međunarodnih odnosa u Zagrebu, Beogradu i Skopju.
Specijalizirao je međunarodno pravo na američkim sveučilištima Princeton i New York. Radio je kao novinar (s prijekidima od 1950. do 1961. godine). Bio je glavni urednik splitskog književnog časopisa Peristil (1951). Taj časopis je prestao izlaziti nakon prvoga broja, jer je bio izložen razornoj političkoj kritici zbog liberalnih "zapadnjačkih ideja". Glavni je urednik znanstvenog časopisa Adrias Zavoda za znanstveni i umjetnički rad HAZU u Splitu i glavni urednik znanstvenog časopisa Uporedno pomorsko pravo - Comparative Maritime Law Jadranskog zavoda HAZU u Zagrebu.
Davorin Rudolf je neovisni intelektualac znanstvenik i političar koji trajno djeluje u političkome i javnom životu Hrvatske. U posljednjih 14 godina objavio je u tjednicima i dnevnim listovima, domaćim i stranim, brojne autorske članke i intervjue. Sudionik je Hrvatskoga proljeća.

## Političko djelovanje
Godine 1990. bio je imenovan prvim ministrom pomorstva u Vladi Republike Hrvatske (bio je ministar u tri prve hrvatske vlade nakon demokratskih izbora, 1990. – 1990.), a sredinom 1991. godine ministrom vanjskih poslova. Dok je obavljao funkcije ministra vanjskih poslova bio je član Vrhovnog državnog vijeća Republike Hrvatske. Bio je predsjednik Nacionalne komisije za UNESCO, od 1991. do 1993. godine predsjedavao je Državnoj komisiji za granice. U listopadu 1993. godine imenovan je za veleposlanika u Talijanskoj Republici, Malti, Cipru i San Marinu, potom za stalnoga predstavnika Republike Hrvatske u UN organizaciji FAO i guvernera u UN organizaciji za investicije IFAD. Na tim dužnostima proveo je sedam godina. Tijekom Domovinskog rata pridonio je suzbijanju, izbjegavanju i prestanku oružanih sukoba i mirnom povlačenju postrojbi Jugoslavenske narodne armije iz gradova i pomorskih baza duž hrvatske obale. Pregovarao je i u ime hrvatske Vlade zaključio ugovore s predstavnicima Glavnog stožera Jugoslavenske narodne armije (JNA) o prestanku neprijateljstava i odlasku vojnih postrojbi i brodova ratne mornarice s obalnog i otočnog područja Republike Hrvatske (od Savudrijske vale do granice s Crnom Gorom) u Žitniću (21. studenoga 1991. godine), Splitu (3. prosinca 1991. godine) i Cavtatu (s još dvojicom hrvatskih ministara 7. prosinca 1991. godine). Sjećanja na Domovinski rat, razgovore i pregovore koje je kao ministar u vladi Republike Hrvatske vodio tijekom rata u domovini i inozemstvu (u Rimu, Vatikanu, Londonu, Budimpešti, Beču i dr.) izložio je u knjizi Rat koji nismo htjeli (u izdanju "Globusa – Zagreb", 1999.).

## Kulturna djelatnost
Od 1968. do 1971. godine bio je predsjednik Vijeća za prosvjetu i kulturu Skupštine općine Split i član užeg odbora za gradnju autoceste Split – Zagreb (1968. – 1971.). Pridonio je gradnji Muzeja hrvatskih arheoloških spomenika u Splitu (bio je predsjednik Savjeta toga Muzeja) i obnovi zgrade Hrvatskog narodnog kazališta u Splitu (nakon požara 1971. godine). Predsjednik je Znanstvenoga vijeća za mir i ljudska prava Hrvatske akademije znanosti i umjetnosti, predsjednik Foruma hrvatske sloge, nacionalne građanske udruge za promicanje dijaloga, tolerancije i zajedništva, voditelj Zavoda za znanstveni i umjetnički rad HAZU u Splitu, član uprave Književnoga kruga Split i osobni savjetnik ministra vanjskih poslova Republike Hrvatske. Predaje znanost međunarodnih odnosa na Poslijediplomskom studiju prava mora Pravnog fakulteta u Splitu. Počasni je građanin Županije dubrovačko neretvanske. Diploma mu je uručena 12. svibnja 1997. godine "kao iskaz zahvalnosti i priznanja za nesebičnu pomoć i ohrabrenje u teškim trenucima najsurovijega vojnog napadaja na hrvatski jug" (brutalnog granatiranja Dubrovnika 6. prosinca 1991.). Počasni je građanin talijanskih gradova San Felice del Molise (30. rujna 1999. godine), Montemitro (4. ožujka 2000. godine) i Acquaviva Collecroce (25. rujna 1999. godine). Godine 1990. Komisija za dodjeljivanje nagrada grada Splita bila mu je dodijelila godišnju nagradu za znanstveni rad. Nagradu je javno odbio jer je smatrao neprimjerenim primiti je dok obnaša dužnost ministra u Vladi Republike Hrvatske. Godine 2005. Grad Split mu je podijelio – u povodu 1700. obljetnice osnutka – nagradu za životno djelo.

## Nagrade
- 2011.: Državna nagrada za znanost Republike Hrvatske za životno djelo u području društvenih znanosti
- 2019.: Velered kralja Dmitra Zvonimira s lentom i Danicom[3]

## Zanimljivosti
- Igrao je nogomet u Hajdukovim juniorima, gdje mu je trener bio legendarni Luka Kaliterna.[4]

## Ostalo
- "Libar Miljenka Smoje oli ča je život vengo fantažija" kao suradnik dokumentarnog serijala (2012.)